# Matrimoni homosexual a Fujian
El matrimoni homosexual a Fujian va ser una institució matrimonial establerta a la província de Fujian, en l'est de la Xina continental, durant la dinastia Ming (1368 i 1644) i la dinastia Qing (1644-1912), que formalitzava el matrimoni entre dos homes. Fujian es caracteritzava per una tradició centenària de relacions amoroses i sexuals entre persones del mateix sexe.

## Característiques
El matrimoni entre homes va ser un acte habitual en Fujian, la Xina, durant la dinastia Ming (1368 i 1644) i part de la dinastia Qing (1644-1912). La civilització xinesa es va caracteritzar per una àmplia acceptació de l'homosexualitat, tant entre homes com entre dones, denominada yútáo duànxiù (en xinès: 余桃断袖), termes que signifiquen «préssec mossegat» (yútáo) i «trencar la màniga» (duànxiù), presos de relats d'amor homosexual dels emperadors xinesos. A la Xina no va haver-hi persecucions massives contra les persones homosexuals fins al segle xix, quan la influència occidental era notable.
La regió té una llarga tradició de valoració positiva de l'amor i les relacions sexuals entre homes, i en aquest entorn es va desenvolupar fins i tot la secta religiosa de Hu Tianbao, destinada a promoure l'amor homosexual.
El costum del matrimoni homosexual en Fujian es realitzava entre un home major anomenat quixiong (germà adoptiu major) i un home jove anomenat qidi (germà adoptiu menor). L'assimilació del matrimoni homosexual a l'adopció, era una fórmula que també havia estat usada per l'Imperi Romà. Però en Fujian, a diferència de l'Antiga Roma, el matrimoni es formalitzava en una cerimònia pública.
Després de la cerimònia matrimonial, la parella començava a conviure a la casa de la família del major, on el cònjuge menor era tractat com a fill polític. Sobre el major requeia també l'obligació de sostenir econòmicament al menor.
Els matrimonis podien durar fins a vint anys i es dissolien perquè el cònjuge menor pogués formar una parella amb una dona, amb la finalitat de tenir fills. En aquest cas corresponia al cònjuge major pagar el dot de l'esposa.
La importància dels matrimonis entre homes en Fujian, va portar a l'aparició d'un moviment religiós entorn del déu Hu Tianbao —encara existent—, amb la finalitat de promoure i emparar l'amor matrimonial entre homes.